# Liste der denkmalgeschützten Objekte in Paternion
Die Liste der denkmalgeschützten Objekte in Paternion enthält die 24 denkmalgeschützten, unbeweglichen Objekte der Gemeinde Paternion, Kärnten.

## Denkmäler
| Foto |                 | Denkmal                                                                                 | Standort                                                             | Beschreibung | Metadaten |
| ---- | --------------- | --------------------------------------------------------------------------------------- | -------------------------------------------------------------------- | --- | --- |
| ja   | Datei hochladen | Evang. Pfarrkirche A.B. HERIS-ID: 53596 Objekt-ID: 61590                                | gegenüber Dorfstraße (Feffernitz) Standort KG: Feistritz an der Drau | Die evangelische Pfarrkirche wurde im Jahr 1831 erbaut. Die Fassade zeigt eine klassizistische Portalrahmung und Giebelbekrönung. Der seitlich vorgestellte, mit langen Mauerschlitzen und einem Spitzgiebelhelm versehene Turm wurde 1911 errichtet. Das dreijochige Langhaus besitzt eine auf zwei Säulen ruhende Empore und, genauso wie der einjochige Chor, Segmentbogenfenster und ein Platzlgewölbe. Die Apsis des Chores ist halbkreisförmig, der Triumphbogen rundbogig. An Innenausstattung wäre der spätbarocke Altaraufbau mit Opfergangsportalen und neugotischem Bild zu nennen. Die einfache Kanzel stammt aus der Erbauungszeit. Die Orgel stammt von Johann Valentintschitsch aus Krain und ist mit der Jahreszahl 1838 bezeichnet. | BDA-Hist.: Q14545047 Status: § 2a Stand der BDA-Liste: 2025-06-30 Name: Evang. Pfarrkirche A.B. GstNr.: .10 Evangelische Pfarrkirche Feffernitz |
| ja   | Datei hochladen | Kapelle Unsere Liebe Frau am Bichl HERIS-ID: 53600 Objekt-ID: 61595                     | Feistritz an der Drau Standort KG: Feistritz an der Drau             | Die 1426 urkundlich genannte Kapelle, am Chor mit Strebepfeilern und Christophorusfresko, wurde 1903 regotisierend umgebaut. Wandmalereien im Inneren, etwa von 1440, stehen in Zusammenhang mit der Werkstatt des Friedrich von Villach. Hauptaltar und Seitenaltäre stammen aus der ersten Hälfte des 18. Jahrhunderts. | BDA-Hist.: Q38057755 Status: § 2a Stand der BDA-Liste: 2025-06-30 Name: Kapelle Unsere Liebe Frau am Bichl GstNr.: .78 Kapelle Unserer Lieben Frau am Bichl, Feistritz an der Drau, Paternion |
| ja   | Datei hochladen | Kath. Pfarrkirche hl. Georg und Friedhof HERIS-ID: 53599 Objekt-ID: 61594               | Kirchenweg Standort KG: Feistritz an der Drau                        | Die stattliche Kirche aus dem 15. Jahrhundert hat einen viergeschoßigen Turm (Vorhalle im Erdgeschoß) und einen Chor mit 5/8-Schluss und abgetreppten Strebepfeilern. An der Ostfassade sind spätgotische Fresken. Das Schlingrippengemälde im Langhaus ist von Bartlmä Viertaler, 1521. Im sternrippengewölbten Chor sind spätbarocke Gewölbedekorationen. Der Hauptaltar von Oswald Gredischnig ist von 1782; die barocken Seitenaltäre stammen aus der abgebrochenen Kirche in Feffernitz. | BDA-Hist.: Q38057747 Status: § 2a Stand der BDA-Liste: 2025-06-30 Name: Kath. Pfarrkirche hl. Georg und Friedhof GstNr.: .102, 1377/2 Pfarrkirche Feistritz an der Drau |
| ja   | Datei hochladen | Befestigte Siedlung Stadtgörz HERIS-ID: 109015 Objekt-ID: 126563                        | Stadtgörz Standort KG: Feistritz an der Drau                         | Nordöstlich von Feistritz befinden sich die Überreste einer Festung aus der späten Latène-Zeit, die in der Römerzeit zu einem Kastell wurde und schließlich in der Spätantike als Wallanlage diente. Ein Erdwall der Festung ist im Südwesten des Gebietes erkennbar. Das Areal wurde im Jahr 1928 ergraben. | BDA-Hist.: Q2327200 Status: Bescheid Stand der BDA-Liste: 2025-06-30 Name: Befestigte Siedlung Stadtgörz GstNr.: 1609, 1679/2, 1679/1 Befestigte Siedlung Stadtgörz |
| ja   | Datei hochladen | Kath. Pfarrkirche Maria Dornach und Friedhof HERIS-ID: 53904 Objekt-ID: 61994           | Reinthalerweg Standort KG: Kamering                                  | Die Kirche mit gotischem Chor und barockem Langhaus hat einen hölzernen Dachreiter und eine breite Pfeilervorhalle. Seitenaltäre und Kirchengestühl sind barock, der Hauptaltar neugotisch. | BDA-Hist.: Q38058976 Status: § 2a Stand der BDA-Liste: 2025-06-30 Name: Kath. Pfarrkirche Maria Dornach und Friedhof GstNr.: .12 Pfarrkirche Maria Dornach, Kamering |
| ja   | Datei hochladen | Bürgerhaus, Osingerhaus HERIS-ID: 57614 Objekt-ID: 67834                                | Reinthalerweg 2 Standort KG: Kamering                                | Das auf hakenförmigen Grundriss erbaute Osingerhaus stammt aus dem 16. Jahrhundert. Der als Verweserhaus dienende zweigeschoßige Renaissancebau ist an den Außenfronten in verputzten Bruchsteinmauerwerk errichtet, hofseitig ist er unverputzt. Die Ecken sind durch Sgraffitoquaderung betont. Die Steckgitter und der Fassadendekor stammen aus dem Jahr 1772 (die Zahl 72 ist über den rechten Portalzwickel zu sehen). Das Gebäude besitzt abgefaste Rundbogenportale und Fenstergewände aus dem 16. Jahrhundert. | BDA-Hist.: Q38077469 Status: Bescheid Stand der BDA-Liste: 2025-06-30 Name: Bürgerhaus, Osingerhaus GstNr.: .19 Osingerhaus, Kamering |
| ja   | Datei hochladen | Kreuzwegkapelle hl. Johannes und Kreuzwegstationen HERIS-ID: 57611 Objekt-ID: 67831     | Kreuzen Standort KG: Kreuzen                                         | Die Kapelle des Heiligen Johannes wurde in den Jahren 1714 bis 1716 erbaut. Der Stiftungsbrief stammt aus dem Jahr 1722. Das Gebäude besitzt auf der Westseite einen gemauerten Dachreiter mit einem offenen Glockenstuhl (in dem sich die von Georg Fiering geschaffene Glocke – bezeichnet mit 1612 – befindet) und einem Zwiebelhelm sowie ein hölzernes Vordach, das auf zwei Holzsäulen ruht. Über dem Vordach befindet sich ein kleines Halbkreisfenster. Die Nordwand ist mit Wandmalereien geschmückt, die sich in gemalten Rahmen befinden: Eine Darstellung zeigt die Heilige Maria auf einer Weltkugel mit einer Schlange, eine weitere die Heiligen Johannes der Täufer und Johannes Evangelist. An der Apsisnordseite befinden sich Überreste einer Schrift (1795?). Das Langhaus ist beinahe quadratisch und von einem Kreuzgratgewölbe überwölbt. Zur Apsis (mit 3/8-Schluss) führt ein Rundbogen, der, genauso wie die Stichkappen, auf Pilastern ruht. Die Apsis besitzt zwei Rundbogenfenster und Reste einer bäuerlichen ornamentalen Rankenmalerei. Im Langhaus befinden sich Rechteckfenster. Zwischen den zwei umkränzten Wappen an der Westwand (über dem Eingang) befindet sich eine Inschrift mit der Bezeichnung 1715. Die Betstühle sind barock. Das Portal in die südlich angebaute Sakristei weist einen geraden Sturz auf. Die hölzerne Flachdecke der Sakristei ist mit barocken Rankenmalereien versehen. Die 14 gemauerten Kreuzwegstationen am Weg von der Straße zur Kapelle dürften zur gleichen Zeit wie die Kapelle errichtet worden sein. Es handelt sich um Giebelbildstöcke, jeweils mit gerahmtem Bildern in einer Rundbogennische, und mit holzgedecktem Satteldach. | BDA-Hist.: Q38077459 Status: § 2a Stand der BDA-Liste: 2025-06-30 Name: Kreuzwegkapelle hl. Johannes und Kreuzwegstationen GstNr.: .107/1, .107/2, .107/3, .107/4, .107/5, .107/6, .107/7, .107/8, .107/9, .107/10, .107/11, .107/12, .107/13, .107/14, .107/15 Kreuzwegkapelle hl. Johannes, Kreuzen |
| ja   | Datei hochladen | Hundskirche, Versammlungsort mit Felsritzzeichnung HERIS-ID: 57615 Objekt-ID: 67835     | Kreuzen Standort KG: Kreuzen                                         | Die sogenannte Hundskirche ist eine senkrechte Kalkwand, in die volkstümliche Darstellungen einer Kirche, eines Hundes und einer Schlange sowie rätselhafte Inschriften eingemeißelt wurden. Es handelt sich dabei vermutlich um einen Versammlungsort von Protestanten in der Zeit der Gegenreformation. Die Bezeichnung Hundskirche lässt sich vom Namen des Gegenreformators Peter de Hondt, Canisius genannt, ableiten. | BDA-Hist.: Q1637649 Status: Bescheid Stand der BDA-Liste: 2025-06-30 Name: Hundskirche, Versammlungsort mit Felsritzzeichnung GstNr.: 106/8 Hundskirche, Paternion |
| ja   | Datei hochladen | Kath. Filialkirche hll. Veit und Leonhard und Friedhof HERIS-ID: 54157 Objekt-ID: 62319 | gegenüber Kreuzen 16 Standort KG: Kreuzen                            | Die Kirche ist ein spätgotischer Bau (spitzbogiges Westportal; spitzbogige Fenster im neztrippengewölbten Chor), der barockisiert wurde (Vorhallenturm aus dem 18. Jahrhundert; Empore). Wandmalereien von 1862 an den Langhauswänden zeigen die Opfer Melchisedeks und Abrahams. Der Hauptaltar von 1660 wurde 1776 renoviert, zu jener Zeit entstand auch die Kanzel. | BDA-Hist.: Q38059789 Status: § 2a Stand der BDA-Liste: 2025-06-30 Name: Kath. Filialkirche hll. Veit und Leonhard und Friedhof GstNr.: .60, 437/2 Pfarrkirche hll. Veit und Leonhard, Kreuzen, Paternion                                                                                              |
| ja   | Datei hochladen | Schloss Kreuzen HERIS-ID: 35867 Objekt-ID: 34702                                        | Kreuzen 32 Standort KG: Kreuzen                                      | Der stattliche zweigeschoßige Renaissancebau mit zwei Rundtürmen entstand 1591 durch den Ausbau eines Verweserhauses. Im Erdgeschoß gibt es eine zweischiffige sechsjochige Halle mit Pfeilern, im Obergeschoß gewölbte Räume und einen Mittelraum mit Holzbalkendecke. | BDA-Hist.: Q2241936 Status: Bescheid Stand der BDA-Liste: 2025-06-30 Name: Schloss Kreuzen GstNr.: .101 Schloss Kreuzen |
| ja   | Datei hochladen | Spätantike Höhensiedlung Duel HERIS-ID: 35866 Objekt-ID: 34701                          | Duel Standort KG: Nikelsdorf                                         | Die befestigte Siedlung mit der spätantiken Fluchtburg des Bischofssitzes Teurnia (auf einen 549 Meter hohen Hügel gelegen) stammt aus dem 5. Jahrhundert. Während der Ostgotenherrschaft (493–536) diente sie zur Sicherung des Übergangs vom Drau- ins Gailtal. Das Baumaterial für die Siedlung wurde von der verlassenen römischen Siedlung bei Nikelsdorf genommen. Mit der Einwanderung der Slawen um 600 wurde die Fluchtburg aufgegeben. Die ersten Grabungen fanden in den Jahren 1928 bis 1931 statt. Die Aufgangsrampe zum Tor und teilweise die Befestigungsmauern sind im Gelände noch erkennbar. Die Fundamente der Apsidenkirche mit den Querannexen und den außen offenen Längshallen wurde 1995 gesichert. Im ehemaligen Kirchenraum befindet sich die Klerusbank sowie die Reliquiengrube unter dem Altar. Wohnbauten, ein Bad sowie ein weiterer Sakralbau wurden mittlerweile wieder zugeschüttet. | BDA-Hist.: Q37967706 Status: Bescheid Stand der BDA-Liste: 2025-06-30 Name: Spätantike Höhensiedlung Duel GstNr.: 207 |
| ja   | Datei hochladen | Kath. Filialkirche hl. Nikolaus und Friedhof HERIS-ID: 54350 Objekt-ID: 62591           | Alte Straße (Nikelsdorf) Standort KG: Nikelsdorf                     | Die Kirche ist ein gotischer Bau mit hölzernem Dachreiter und eingezogenem Chor mit mächtigen Strebepfeilern. An der Langhaus-Südseite ist ein Wandgemälde (Anna Selbdritt) von Anfang des 16. Jahrhunderts. Zur Einrichtung gehören ein Renaissance-Flügelaltar von 1553, Seitenaltäre (links 1648, rechts um 1720), Kanzel (1687) und ein Gemälde (1731). | BDA-Hist.: Q38060516 Status: § 2a Stand der BDA-Liste: 2025-06-30 Name: Kath. Filialkirche hl. Nikolaus und Friedhof GstNr.: 408/1, .4 Filialkirche Hl Nikolaus, Nikelsdorf |
| ja   | Datei hochladen | Kath. Filialkirche hll. Philipp und Jakob HERIS-ID: 57891 Objekt-ID: 68232              | Pöllan Standort KG: Nikelsdorf                                       | Die Kirche ist ein im Kern romanischer Bau, der spätgotisch verändert und dann barockisiert wurde. An der Tür des spitzbogigen Westportals sind noch gotische Bandbeschläge. Der Chor ist kreuzgratgewölbt; die Sakristei, die ein gotisches Spitzbogenportal hat, ist kreuzrippengewölbt. Die Holzdecke unter der Orgelempore ist bemalt. Der Hochaltar ist mit 1721 bezeichnet. | BDA-Hist.: Q38079229 Status: § 2a Stand der BDA-Liste: 2025-06-30 Name: Kath. Filialkirche hll. Philipp und Jakob GstNr.: .44 Filialkirche Hl Philipp und Jakob, Pöllan |
| ja   | Datei hochladen | Schloss Pöllan, Mayerhof HERIS-ID: 35871 Objekt-ID: 34706                               | Schloßweg 1 Standort KG: Nikelsdorf                                  | Das zweigeschoßige, etwa quadratische Gebäude mit vier mächtigen sechseckigen Ecktürmen wurde um 1600 von Christoph Haidenreich erbaut, einem Protestant, der in der Gegenreformation verbannt wurde. Das unvollendete Schloss aus unverputzten Bruchsteinen ist ein einzigartiges Beispiel für die Bauweisen und Techniken Ende des 16. Jahrhunderts. Selbst die Gerüstlöcher sind noch zu sehen. | BDA-Hist.: Q1624861 Status: Bescheid Stand der BDA-Liste: 2025-06-30 Name: Schloss Pöllan, Mayerhof GstNr.: .57 Schloss Pöllan |
| ja   | Datei hochladen | Stadl bei Schloss Pöllan HERIS-ID: 103682 Objekt-ID: 120209                             | Schloßweg 1 Standort KG: Nikelsdorf                                  | → Hauptartikel : Schloss Pöllan f1 | BDA-Hist.: Q64765084 Status: Bescheid Stand der BDA-Liste: 2025-06-30 Name: Stadl bei Schloss Pöllan GstNr.: .57 Schloss Pöllan |
| ja   | Datei hochladen | Marktbrunnen HERIS-ID: 54392 Objekt-ID: 62657                                           | bei Anna-Plazotta-Platz 16 Standort KG: Paternion                    | Der Marktbrunnen stammt vom Anfang des 20. Jahrhunderts und ist mit einer Aufsatzfigur von Kurt Campidell versehen. | BDA-Hist.: Q38060715 Status: § 2a Stand der BDA-Liste: 2025-06-30 Name: Marktbrunnen GstNr.: 503/1 Marktbrunnen in Paternion |
| ja   | Datei hochladen | Wallfahrtskirche hl. Paternianus HERIS-ID: 54393 Objekt-ID: 62658                       | Anna-Plazotta-Platz Standort KG: Paternion                           | Das Langhaus einer gotischen Kirche aus dem 14. Jahrhundert wurde 1765 abgebrochen und eine neue barocke Wallfahrtskirche errichtet. Der Turm stammt im Kern vom Vorgängerbau; die Kapelle in der Südostecke der Kirche war der Chorschluss des Vorgängerbaus. Das dreijochige Langhaus hat Seitenkapellen. Wandmalereien in Langhaus und Chor sind aus der 2. Hälfte des 18. Jahrhunderts. Der Hauptaltar von 1776 ist von Eustachius Gabriel (?); in den Seitenkapellen ein Altar von 1715 und ein Marmoraltar aus einer Laibacher Werkstätte vom 3. Viertel des 18. Jahrhunderts. | BDA-Hist.: Q2082877 Status: § 2a Stand der BDA-Liste: 2025-06-30 Name: Wallfahrtskirche hl. Paternianus GstNr.: .47/1 Pfarrkirche Paternion |
| ja   | Datei hochladen | Mariensäule HERIS-ID: 65344 Objekt-ID: 78168                                            | Anna-Plazotta-Platz 17, gegenüber Standort KG: Paternion             | Die Mariensäule vor der Kirche wurde 1715 errichtet. Die Säule ist eventuell römisch. | BDA-Hist.: Q38110075 Status: § 2a Stand der BDA-Liste: 2025-06-30 Name: Mariensäule GstNr.: 503/1 Mariensäule Paternion |
| ja   | Datei hochladen | Bürgerhaus, Plazottahaus HERIS-ID: 35869 Objekt-ID: 34704                               | Anna-Plazotta-Platz 45 Standort KG: Paternion                        | Das Plazottahaus ist ein zweigeschoßiger, an drei Seiten freistehender, Renaissancebau, der nach seinen Besitzern aus dem 19. Jahrhundert benannt ist. Die Bausubstanz aus der Entstehungszeit ist hervorragend erhalten. Ein Sgraffitofries an der Hauptfassade, das in das Jahr 1585 datiert wurde, ist teilweise erhalten und wurde 1989 bei Renovierungsarbeiten freigelegt. Das Bildprogramm des Sgraffito ist reformatorisch geprägt. Über dem rundbogigen Renaissance-Portal befindet sich ein barockes Medaillon das mit den Buchstaben P K und der Jahreszahl 1718 bezeichnet ist. Das Portal selbst ist von einem rechteckigen Steingewände akzentuiert, in dessen Zwickel sich reliefierte Köpfe befinden. Das gekuppelte Renaissancefenster über dem Barockmedaillon ist mit ionisierenden Säulen, einer profilierten Steinrahmung und einem Sohlbankgesims versehen. Der multifunktionale Erdgeschoßflur (Lab'n genannt) ist in Ost-West-Richtung errichtet und ist heute abgemauert. Über einer Säule in der Lab'n erstreckt sich ein Kreuz- und Tonnengewölbe mit Stichkappen mit teilweise angeputzten Graten. Das Bildprogramm des erhaltenen Sgraffitofrieses auf der rechten Fassadenwand zeigt Szenen aus den Alten und Neuen Testament mit einer für den Protestantismus typischen Themenwahl: Im ersten Bild (beginnend vom Eingangsportal) lassen sich nur noch ein Einhorn, ein Hirsch und ein weiteres Tier erkennen, die sich in einer Hügellandschaft mit Bäumen befinden. Das zweite Bild zeigt die Taufe Christi. Im ebenfalls schlecht erhaltenen dritten Bild wird ein Mann mit einem Tier dargestellt. Das vierte und fünfte Bild sind mehrteilig. Im vierten wird links die Geschichte Jonas dargestellt (Jona unter der Kürbislaube mit dem Auge Gottes über ihm; Jona wird vom Wal verschlungen und wieder ausgespien); in der Mitte befindet sich eine Darstellung des auferstandenen Christus mit dem Himmlischen Jerusalem über ihm; rechts die eherne Schlange und Christus am Kreuz. Das fünfte Bild zeigt links die Darstellung des schlafenden Adams, aus dessen Rippe Gott Eva schuf. Rechts zeigt Adam und Eva vor dem Baum der Erkenntnis. Das sechste Bild stellt die Opferung Isaaks dar, das siebte das Mannawunder während der Wanderung des Volkes Israel durch die Wüste. | BDA-Hist.: Q37967735 Status: Bescheid Stand der BDA-Liste: 2025-06-30 Name: Bürgerhaus, Plazottahaus GstNr.: .60/1 Plazottahaus, Paternion |
| ja   | Datei hochladen | Pfarrhof HERIS-ID: 54391 Objekt-ID: 62654                                               | Bahnhofstraße (Paternion) 48 Standort KG: Paternion                  | Der von einem Schopfwalmdach bedeckte und auf einen Bruchsteinsockel ruhende Pfarrhof wurde in den Jahren 1913/14 von Franz Baumgartner und dem Baumeister W. Wabnig errichtet. Die Ecken sind polygonal gestaltet. Das Gebäude besitzt ein steinernes Rundbogenportal und ein Medaillon mit der Darstellung des heiligen Paternianus von Leopold Resch. | BDA-Hist.: Q38060707 Status: § 2a Stand der BDA-Liste: 2025-06-30 Name: Pfarrhof GstNr.: 246 Pfarrhof Paternion |
| ja   | Datei hochladen | Wohnhaus HERIS-ID: 57617 Objekt-ID: 67837                                               | Bahnhofstraße (Paternion) 49, 50 Standort KG: Paternion              | Der zehnachsige langgestreckte Bau aus dem späten 19. Jahrhundert (vermutlich 1898) ist zweigeschoßig und mit einem Attikageschoß versehen. Über den zwei Rundbogenportalen befinden sich je ein vorspringender Erker mit säulengerahmten Fenstern. Der Erker des Obergeschoßes ist mit den Jahreszahlen 1562 und 1898 bezeichnet. Die Fenster besitzen eine reiche Rahmung vom Ende des 19. Jahrhunderts. Diamantquader dienen als Ortssteine. Die Lab'n im Erdgeschoß ist mit einem Tonnen-Stichkappengewölbe versehen und geht vermutlich auf das 16. Jahrhundert zurück. | BDA-Hist.: Q38077487 Status: Bescheid Stand der BDA-Liste: 2025-06-30 Name: Wohnhaus GstNr.: .56, 250 Bahnhofstraße 49-50, Paternion |
| ja   | Datei hochladen | Wirtschaftsgebäude, Gasthaus Alte Post HERIS-ID: 35868 Objekt-ID: 34703                 | Hauptstraße 20 Standort KG: Paternion                                | Die „Alte Post“ ist ein zweigeschoßiger, mit einem Attikageschoß versehener, Renaissancebau aus dem 16. Jahrhundert. Das ursprünglich zum Schloss Paternion gehörende Gebäude wurde auf einem hakenförmigen Grundriss errichtet. Die Westfassade besteht aus vier Achsen und weist Rundbogenarkaden auf. An der 6-achsigen Nordfassade befindet sich ein Wappenfresko in einem Medaillon, das den Doppeladler darstellt und auf die Funktion des Gebäudes als ehemalige Poststation hinweist. Die Ostfassade ist leicht geknickt und ist fünfachsig. Über dem Portal in der Mittelachse befinden sich gekuppelte Renaissancefenster. Die Gestaltung der Fassade mit ihren profilierten Fensterumrahmungen und Gesimsen ist frühbarock. Die durchgängige Halle im Inneren ist mit einem Tonnen-Stichkappengewölbe versehen. | BDA-Hist.: Q37967723 Status: Bescheid Stand der BDA-Liste: 2025-06-30 Name: Wirtschaftsgebäude, Gasthaus Alte Post GstNr.: 227 Alte Post, Paternion |
| ja   | Datei hochladen | Schloss Paternion HERIS-ID: 35870 Objekt-ID: 34705                                      | Schloßstraße 1 Standort KG: Paternion                                | Das Schloss geht auf das 16. Jahrhundert zurück, in dem eine Burg zu einem Herrschaftssitz ausgebaut wurde. Nach schweren Schäden durch einen Brand 1859 wurde die Anlage Ende des 19. Jahrhunderts wieder auf- und umgebaut. Der Trakt an der Nordwestseite, in dessen Erdgeschoß sich eine Kapelle befand, ist der älteste; ein Wappen an der Außenseite ist mit 1558 bezeichnet. Im Südosttrakt ist eine große Hofeinfahrt mit Wappen aus dem 16. Jahrhundert, eingemauert eine römerzeitliche Inschrift und ein romanisches Marmorkreuz. | BDA-Hist.: Q18027722 Status: Bescheid Stand der BDA-Liste: 2025-06-30 Name: Schloss Paternion GstNr.: .1 Schloss Paternion |
| ja   | Datei hochladen | Kath. Pfarrkirche hl. Dreifaltigkeit HERIS-ID: 54562 Objekt-ID: 62872                   | Rubland Standort KG: Rubland                                         | Die kleine spätbarocke Kirche hat einen älteren Turm mit kreuzgratgewölbter Vorhalle im Erdgeschoß. Die Einrichtung stammt aus dem 19. Jahrhundert, das Deckengemälde (Konrad Campidell, nach Raffael) aus dem 20. Jahrhundert. | BDA-Hist.: Q38061309 Status: § 2a Stand der BDA-Liste: 2025-06-30 Name: Kath. Pfarrkirche hl. Dreifaltigkeit GstNr.: .51 Pfarrkirche Rubland |